# The New Seekers
The New Seekers est un groupe britannique pop fondé en 1969 par Keith Potger après la dissolution de son groupe The Seekers. L'idée était que les New Seekers restent dans la même lignée que ce que faisaient les Seekers originaux, en produisant une musique avec des influences folk mais aussi pop.

## Historique
Le groupe est formé après la dissolution du groupe australien The Seekers, qui a connu plusieurs succès. Keith Potger, membre des Seekers, crée les New Seekers en 1969, mettant en vedette Laurie Heath, Chris Barrington, Marty Kristian, Eve Graham et Sally Graham (sans lien de parenté avec Eve Graham), membre de The Young Generation. Après avoir publié un seul album, la composition du groupe change en 1970 et devient  : Eve Graham, Lyn Paul, Marty Kristian, Peter Doyle et Paul Layton. Le groupe connaît un succès immédiat avec le premier titre, une reprise de What Have They Done To My Song, Ma de Melanie Safka.
Au cours de l’année suivante, le groupe publie plusieurs singles avec peu de succès, mais c'est en juin 1971 qu’ils sortent leur tube, Never Ending Song of Love (le premier des nombreux succès produits par David MacKay (en) et une reprise du succès américain de Delaney & Bonnie). La chanson connait un grand succès au Royaume-Uni, passe cinq semaines au deuxième rang du classement des singles et est l'un des disques les plus vendus de l'année. Vers fin 1971, le groupe enregistre une adaptation du jingle de Coca-Cola, I'd Like to Buy the World a Coke. Devenu I'd Like to Teach the World to Sing (In Perfect Harmony), le disque est un succès mondial. Il est numéro un au Royaume-Uni pendant quatre semaines et se vend à plus d'un million d'exemplaires. Aux États-Unis, la chanson est aussi un succès, atteignant la septième place, et au Canada, la troisième place. Le titre est numéro un dans de nombreux autres pays et est la chanson la plus connue du groupe.
Le groupe est sélectionné pour représenter le Royaume-Uni au Concours Eurovision de la chanson 1972. Ils interprètent la chanson Beg, Steal or Borrow, choisie par les téléspectateurs de It's Cliff Richard! sur BBC One parmi six chansons présélectionnées interprétées par le groupe chaque semaine. La chanson arrive deuxième du concours. Elle est deuxième des ventes au Royaume-Uni et se vend bien aussi en Europe. Puis sort l'album We'd Like to Teach the World to Sing, qui est deuxième des ventes au Royaume-Uni.
L’année suivante, le groupe connaît une légère baisse, bien qu’il ait réussi un top 20 avec une adaptation de Pinball Wizard. Peter Doyle quitte le groupe et est remplacé par Peter Oliver. The New Seekers connait de nombreux succès aux États-Unis et tourne avec Liza Minnelli en 1973. Ils enregistrent là-bas le titre de la série télévisée américaine Free to Be... You and Me, un programme conçu pour apprendre aux enfants à s'exprimer et à être indépendants, grâce à une série de vignettes.
Jusqu'à présent, les plus grands succès du groupe ont été dus à la performance conjointe de cinq musiciens, mais c'est à cette époque qu'ils commencent à privilégier un caractère individuel pour leurs chansons avec des crédits de titres attribués à Marty Kristian pour Come Softly to Me et Eve Graham pour Nevertheless. C'est à la fin 1973 que cette formule connaît son plus grand succès lorsque Lyn Paul prend la tête du nouveau single You Won't Find Another Fool Like Me. La chanson devient un grand succès à Noël et culmine finalement à la première place en janvier 1974. Cependant, malgré ce renouveau, le groupe annonce sa scission. Avec des allégations selon lesquelles les membres recevraient peu d'argent pour leur succès, The New Seekers est officiellement dissous en mai 1974.
En 1976, les New Seekers se reforment avec Kathy Ann Rae et Danny Finn en remplacement de Lyn Paul et Peter Oliver. Bien qu'il ne reproduise pas le succès précédent, ayant signé chez CBS (Columbia aux Etats-Unis), le groupe réussit à obtenir quelques réussites avec It's So Nice (To You You Home (1976) et Anthem (One Day in Every Week) (1978). Cette formation dure jusqu'en 1978, lorsque Danny Finn et Eve Graham partent pour se marier. En 1980, le groupe tente de représenter le Royaume-Uni lors du Concours Eurovision avec la chanson Tell Me, mais il est disqualifié peu de temps avant la diffusion télévisée. Marty Kristian présente une chanson pour le concours de l'Eurovision en 1983 pour le Royaume-Uni, interprétée par un trio appelé Audio, qui comprend Kathy Ann Rae. Depuis lors, des changements de membres ont lieu, concernant notamment Caitriona Walsh, Nicola Kerr et Vikki James. Paul Layton reste avec le groupe pendant tout ce temps. La tournée finale a lieu en 2010.
Les New Seekers font une tournée en 2006, composés de Paul Layton, Donna Jones, Francine Rees, Mick Flinn et Mark Hankins. Un CD de la tournée 2006 est publié, qui comprend tous les hits du groupe ainsi que des reprises. Les New Seekers participent à la garden party en 2007 à Buckingham Palace. L'année suivante, ils donnent un spectacle spécial à la Tour de Londres et une série de concerts de retour dans les théâtres britanniques. Le 40e anniversaire du groupe en 2009 est célébré par une tournée de 35 concerts au Royaume-Uni, qui débute le 31 janvier au Shaw Theatre de Londres. En juillet 2009, un album sort ; It's Been Too Long – Greatest Hits and More comprend les succès du groupe et de nouveaux enregistrements. Il prend la dix-septième place des ventes. En 2011 et 2012, Marty Kristian publie deux albums de démos des années 1970 et 1980.

## Source de la traduction
- (en) Cet article est partiellement ou en totalité issu de l’article de Wikipédia en anglais intitulé « The New Seekers » (voir la liste des auteurs).